# Áron Tamási
Áron Tamási, född 1897, död 1966, var en ungersk författare från Transsylvanien i Rumänien. Hans prosa äger en lyrisk kvalitet och hämtar sina motiv från szeklernas tankevärld. Tamásis främsta verk är trilogin Abel (1923–1934), som är översatt till ett flertal språk.